# Villars-les-Dombes
Villars-les-Dombes je naselje in občina v jugovzhodnem francoskem departmaju Ain regije Rona-Alpe. Leta 1999 je naselje imelo 4.250 prebivalcev.

## Geografija
Kraj se nahaja v pokrajini Dombes 29 km jugozahodno od Bourga.

## Administracija
Villars-les-Dombes je sedež istoimenskega kantona, v katerega so poleg njegove vključene še občine Birieux, Bouligneux, La Chapelle-du-Châtelard, Lapeyrouse, Marlieux, Monthieux, Saint-Germain-sur-Renon, Saint-Marcel in Saint-Paul-de-Varax z 8.830 prebivalci.
Kanton je sestavni del okrožja Bourg-en-Bresse.

## Zgodovina
Gospostvo Villars; njihov začetek sega v leto 940; je s poroko leta 1188 postalo gospostvo Thoire-et-Villars. Leta 1565 je kraj napredoval v markizat, odvisen od Savojcev po zaslugi Honorata II. Savojskega.

## Zanimivosti
- ornitološki park;